# Napoli Basket Vomero
Il Napoli Basket Vomero è una società di pallacanestro femminile di Napoli.

## Storia
La squadra viene ri-fondata nel 1986, raccogliendo l'eredità della GUF Napoli, già campione d'Italia nel 1942. Nel 2002 e nel 2003 vince la Coppa Italia di Serie A2.
Nella stagione 2005 vince l'Eurocoppa 2005 battendo in finale Fenerbahçe SK İstanbul per 53 a 45.
Nella stagione 2007, chiude al 2º posto la stagione regolare, e vince lo scudetto battendo prima le campionesse in carica della Famila Schio, poi l'Umana Venezia, ed infine, in finale scudetto, la Germano Zama Faenza.
Ad ottobre 2007, Napoli conquista anche la Supercoppa Italiana, battendo ancora Faenza per 59-58.
Nella stagione 2008-09, la Napoli Basket Vomero non riesce a qualificarsi per i play-off solo per la classifica avulsa, che premia invece la Pool Comense.
Al termine della stagione 2010-11, la squadra retrocede in Serie A2.
Dopo una sola stagione nella seconda serie, nel settembre del 2012, la società comunica di non iscriversi al campionato successivo di Serie A2, mantenendo la sua attività a livello giovanile femminile.

## Cronistoria
| Cronistoria del Napoli Basket Vomero |
| --- |
| - 1986 · fondazione del Napoli Basket Vomero. - 1997-1998 · Eismann, 4º nel Girone C di Serie A2, ammesso alla nuova Serie A2. - 1998-1999 · Eismann, 2º nel Girone C di Serie A2. - 1999-2000 · Diveal, 11º nel Girone B di Serie A2. - 2000-2001 · 8º nel Girone B di Serie A2. - 2001-2002 · 2º nel Girone B di Serie A2, 2º nel Girone 1 di Poule Promozione. Vince la Coppa Italia di Serie A2 (1º titolo). - 2002-2003 · 1º nel Girone Sud di Serie A2, promosso in Serie A1. Vince la Coppa Italia di Serie A2 (2º titolo). - 2003-2004 · Phard, 3º nel Girone B di Serie A1, 4º nel Gruppo B, 4º nella Poule FIBA Cup. - 2004-2005 · Phard, 1º in Serie A1, semifinalista play-off. Finalista di Coppa Italia. Vince l'Eurocoppa (1º titolo). - 2005-2006 · Phard, 4º in Serie A1, quarti di finale play-off. Semifinalista di Coppa Italia. - 2006-2007 · Phard, 2º in Serie A1, vince i play-off, Campione d'Italia (1º titolo). Finalista di Coppa Italia. - 2007-2008 · Phard, 4º in Serie A1, finalista play-off. Semifinalista di Coppa Italia. Vince la Supercoppa Italiana (1º titolo). - 2008-2009 · 9º in Serie A1. - 2009-2010 · 12º in Serie A1, salvo ai play-out. - 2010-2011 · Job Gate, 12º in Serie A1, perde i play-out, retrocesso in Serie A2. - 2011-2012 · Job Gate, 7º nel Girone Sud di Serie A2, quarti di finale play-off, rinuncia all'iscrizione. - 2012-2014 · - 2014-2015 · Vomero Young, 8ª in Serie B Campania, si ritira ed è retrocessa in Serie C. - 2015-2016 · Vomero Young, 5ª in Serie C Campania - 2016-2017 · Vomero Young, 7ª in Serie C Campania. - 2017-2018 · Vomero Young, 7ª in Serie C Campania. - 2018-2019 · Vomero Young, 6ª in Serie C Campania, 4ª nel Girone Verde, semifinalista play-off. - 2019-2020 · Vomero Young, 9ª in Serie C Campania. - 2020-2021 · non si iscrive. - 2021-2022 · Vomero Young, 4ª in Serie C Campania, 4ª nel Girone Verde, semifinalista play-off. - 2022-2023 · Vomero Young, 5ª in Serie C Campania, 5ª nel Girone Oro, finalista play-off, non si iscrive. |

## Palmarès

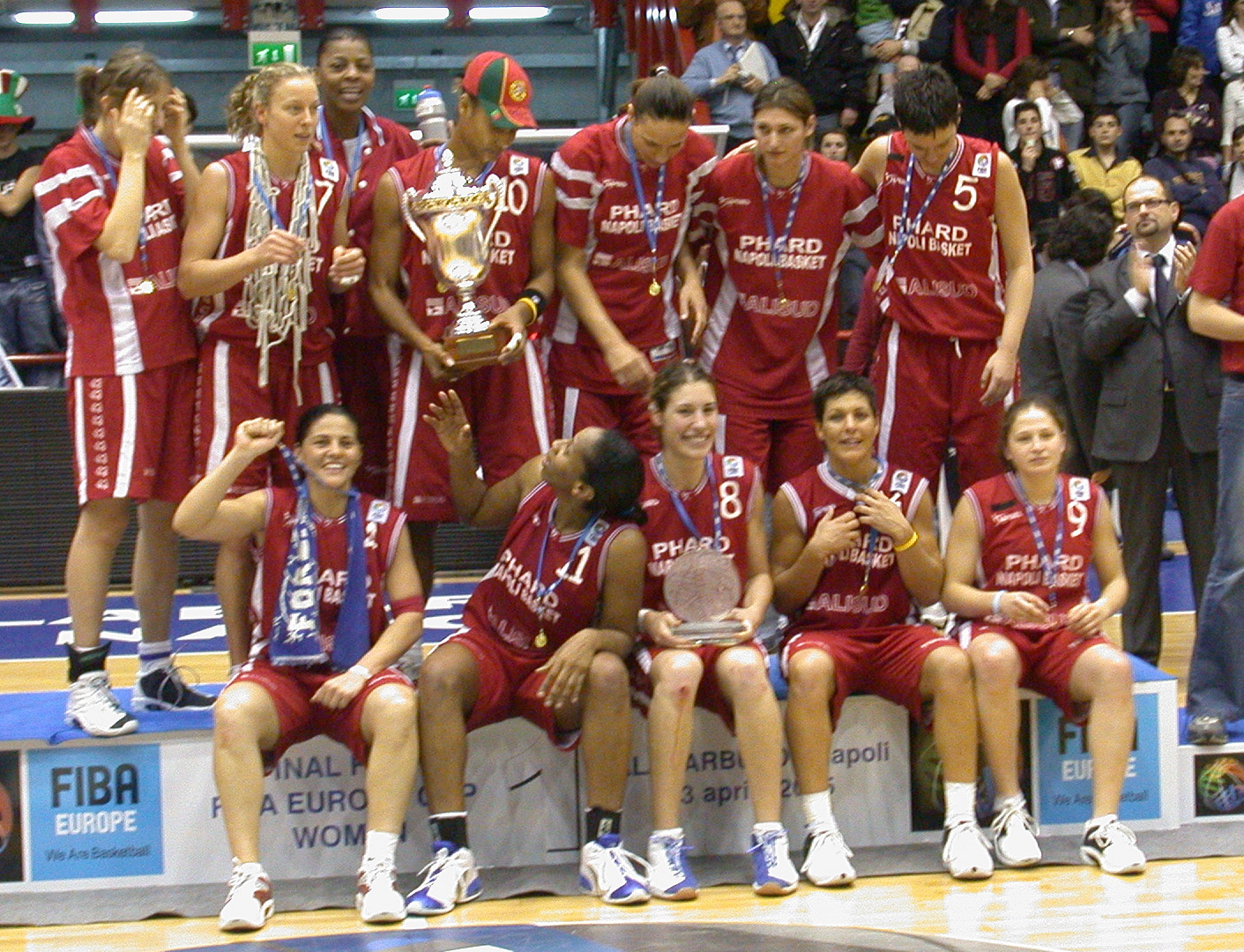
La squadra che ha vinto l'Eurocoppa 2005.

### Competizioni nazionali
- Campionato italiano: 1

2006-07
- Supercoppa italiana: 1

2007
- Coppa Italia di Serie A2: 2

2002, 2003

### Competizioni europee
- Eurocoppa: 1

2004-05